# 전주 이씨 삼효 정려
전주이씨 삼효 정려(全州李氏 三孝 旌閭)는 세종특별시 장군면 금암리에 있는 정려이다. 2014년 9월 30일  세종특별자치시의 향토문화유산 제11호로 지정되었다.

## 개요
전주이씨 삼효 정려(全州李氏 三孝 旌閭)는 조선시대 효자 이정환(李廷煥, 1604~1671)과 그의 손자인 이경설(李景卨, 1650~1708), 이경익(李景益, 1655~1708) 세 사람의 효행(孝行)을 세상에 널리 알려 칭찬하고 기억하기 위해 나라에서 하사한 명정(銘旌)을 현판(懸板)으로 걸어놓은 정문(旌門)이다.
이정환의 본관(本貫)은 전주, 자(字)는 휘원(輝遠), 호는 송암(松岩)이다. 1633년(인조 11년)에 실시된 식년시(式年試)에서 3등(三等) 6위(位)로 합격하여 생원(生員)이 되었으나, 1636년(인조 14)에 발발한 병자호란(丙子胡亂)의 치욕에 대한 분한 심정으로 외출을 삼가하고 지은 ‘悲歌(비가)’ 10수(首)가 그의 문집인 『松巖遺稿(송암유고)』에 남아있다. 이정환은 부모님이 돌아가시자 묘 옆에 움막을 짓고 곁을 지키는 6년 동안 죽으로만 끼니를 이었는데 온천으로 향하던 현종(顯宗, 1641~1674)이 그 사실을 듣고 쌀을 내려 포상하였다고 한다.
이정환의 손자인 이경설과 이경익 형제는 어려서부터 효심이 깊고 우애가 두터웠다고 하는데 경설이 18세, 경익이 13세 때 어머니가 돌아가시자 묘 옆에 움막을 짓고 3년간 정성을 다해 곁을 지켰다. 어려운 형편에도 홀로 계신 아버지를 위해 항상 쌀밥과 고기반찬을 드시게 하고 방은 늘 따뜻하게 해드렸으며, 매일 문안(問安)을 거르지 않으니 75세까지 평안하게 사셨다고 한다.
이정환과 그의 손자들의 효행에 대해 지역의 유림들이 글을 올려 이정환은 1681년(숙종 7), 이경설·이경익 형제는 1699년(숙종 25)에 명정을 받았으며, 1723년(경종 3)에 세 사람이 같이 정5품(正五品) 관직(官職)인 지평(持平)을 받고 정문(旌門)을 세우게 되었다. 작은 문과 담장으로 둘러져 있는데 문에는 정려에 대한 기록이 걸려 있으며, 내부에는 이정환과 이경설, 이경익의 현판(懸板)이 걸려있다.